# Trastorno dismórfico corporal
El trastorno dismórfico corporal (TDC) es un trastorno obsesivo que consiste en una preocupación fuera de lo normal por algún defecto, ya sea real o imaginado, percibido en las características físicas propias (autoimagen). Dichos defectos pueden ser mínimos o inexistentes. Si dicho defecto existe, la preocupación y ansiedad experimentada por estas personas es excesiva, ya que lo perciben de un modo exagerado.
El afectado puede quejarse de uno o varios defectos: de algunas características vagas, o de su aspecto en general (global), causando malestar psicológico significativo que deteriora su desempeño social o laboral, hasta el punto de manifestar síntomas ansioso-depresivos graves, el desarrollo de otros trastornos de ansiedad y aislamiento social.
Anteriormente se conocía como «dismorfofobia».
Se estima que el 1-2 % de la población mundial reúnen los criterios diagnósticos propios del TDC.
Las causas del TDC difieren de una persona a otra. Sin embargo, la mayoría de los investigadores creen que podría ser una combinación de factores biológicos, psicológicos y ambientales de su pasado o presente. Malos tratos, abuso o abandono pueden ser también factores contribuyentes.
El inicio de los síntomas generalmente ocurre en la adolescencia o en la edad adulta temprana, donde comienzan la mayoría de las críticas personales relacionadas con la imagen corporal, aunque los casos de aparición de TDC en niños y adultos mayores no son desconocidos.
Se cree erróneamente que el TDC afecta principalmente a mujeres, pero las investigaciones muestran que afecta a hombres y mujeres por igual.
El trastorno provoca deterioro en la calidad de vida; y suele darse comorbilidad con el trastorno depresivo mayor y la fobia social.
Con una tasa de ideación suicida de alrededor del 80 %, los casos extremos de TDC pueden ser considerados factores de riesgo para el suicidio. Sin embargo, muchos casos de TDC son tratados con intervención psiquiátrica o psicológica.
Una persona con este trastorno se puede tratar con psicoterapia, medicamentos o ambas modalidades.
La investigación ha demostrado que la terapia cognitiva conductual (TCC) y los inhibidores selectivos de la recaptación de serotonina (ISRS) pueden resultar eficaces en el tratamiento del TDC.
El trastorno dismórfico corporal suele ser de curso crónico, y los síntomas tienden a persistir o empeorar con el tiempo si no se tratan. Los afectados por TDC padecen durante muchos años antes de decidirse a buscar ayuda psicológica o psiquiátrica.

## Historia
Se trata de un cuadro psicopatológico descrito por primera vez en 1891 por el italiano Enrico Morselli (1852-1929), quien acuñó el término dismorfofobia en 1886.
El TDC fue reconocido por la Asociación Psiquiátrica Estadounidense en 1987, y fue registrado y reconocido oficialmente como trastorno psiquiátrico en 1987 en el DSM-III-R. 
Desde entonces se ha cambiado el nombre de «dismorfofobia» a «trastorno dismórfico corporal».
En su práctica, Freud tuvo al menos un paciente con este trastorno: el aristócrata ruso Serguéi Pankéyev, a quien Freud llamó «der wolfsmann» (‘el hombre de los lobos’) para proteger su identidad. Pankéyev manifestaba una excesiva preocupación por su nariz.
Pankéyev incluso llegó al punto de evitar exponerse en público.
El «complejo de Tersites» está relacionado con el mito del hijo de Agrio, Tersites, quien según se cuenta era el griego más feo y el hablador más imprudente de Troya, y por tal motivo fue asesinado por el héroe Aquiles.
En 1962, Hermann Stutte utilizó la terminología «complejo de Tersites» para denominar a aquellas personas que padecían de un real, aunque leve defecto físico, pero que al contextualizarse en la búsqueda de la perfección estética impuesta por la sociedad vivían su defecto de una manera traumática.

## Concepto
El Manual Diagnóstico y Estadístico de los Trastornos Mentales (DSM IV) define el trastorno dismórfico corporal como un trastorno somatomorfo marcada por una preocupación por un defecto imaginado (o real) en la apariencia física, que causa un malestar clínicamente significativo o deterioro social, laboral o de otras importantes áreas de la actividad del individuo, como los estudios o las relaciones íntimas. A veces incluye el evitar aparecer en público e incluso ir a trabajar, comportamiento como salir de casa solo de noche para no ser vistos o no salir en absoluto, llegando al aislamiento social.
La dismorfofobia es un trastorno mental que genera una imagen distorsionada del propio cuerpo. El trastorno generalmente se diagnostica a aquellas personas que son extremadamente críticas de su físico, apariencia o imagen corporal a pesar del hecho de no tener un defecto o deformación objetiva que lo justifique. Sin embargo, el TDC puede implicar un defecto real que en la mayoría de los casos es leve, pero el afectado sufre constantemente obsesionado con él. Los síntomas del individuo no se explican mejor por otro trastorno, por ejemplo, la preocupación por el peso suele ser atribuida a un trastorno de la alimentación.
Las personas con TDC comentan que desearían cambiar o mejorar algún aspecto de su apariencia física, aunque en general ellos tienen una apariencia normal o incluso pueden ser altamente atractivos. Los enfermos creen que son tan indescriptiblemente horribles que no son capaces de interactuar con otras personas o funcionar normalmente por miedo al ridículo y la humillación por su apariencia. Esto puede hacer que con frecuencia las personas con este trastorno se recluyan o tengan problemas en situaciones sociales (ansiedad social) por miedo a ser rechazados o criticados por su fealdad. Evitarán mirarse en el espejo. O pudieran hacer lo contrario, mirarse excesiva y compulsivamente en el espejo, analizando y criticando todos sus defectos. Esta obsesión por su apariencia física les ocupa generalmente una hora diaria (y a menudo más) y, en casos graves, disminución del contacto social, e incumplimiento de sus responsabilidades diarias, quedando recluidos en casa.
Se piensa erróneamente que el TDC está motivado por una excesiva y enfermiza vanidad o egolatría. Al contrario, las personas con TDC no creen ser más guapos y atractivos que los demás; en realidad perciben y piensan que sus hipotéticos defectos son irrevocablemente feos; o que determinados rasgos y características físicas no son tan buenos como ellos quisieran, acompañado de un desagradable sentimiento de ser imperfectos e/o inferiores a los demás.
Los casos más extremos pueden hacer que una persona desarrolle la llamada timidez amorosa (proveniente del concepto anglosajón love shy o love-shynesss y utilizado por el psicólogo Brian G. Gilmartin), una forma crónica de evitación de todas las relaciones íntimas. Pueden llegar a ser reservados y reacios a buscar ayuda por lo que puedan pensar de ellos o porque se sienten demasiado avergonzados. Se ha sugerido que son menos los hombres que buscan ayuda para la enfermedad que las mujeres.[cita requerida]
En casos extremos puede haber tentativas de suicidio. Suelen estar desempleados o presentar desventajas en el trabajo, además de permanecer socialmente aislados, remarca en uno de sus trabajos el doctor David Veale del Departamento de Psiquiatría de la Universidad de Londres y psiquiatra consultor en el Priory Hospital North London.

## Epidemiología
Según el libro Obsesiones Corporales en el año 2003 la cantidad de personas afectadas por TDC alcanzaba más de 5 millones en Estados Unidos. Hoy se cree que el porcentaje sobre la población estadounidense supera el 2 por ciento. En general, mundialmente se estima que la incidencia es de entre el 0,5 y el 1,2 por ciento.

### Prevalencia
Un estudio alemán ha demostrado que el 1-2% de la población cumple todos los criterios diagnósticos del TDC, con un porcentaje mayor que solo muestran síntomas leves de la enfermedad. La baja autoestima (crónica) es una característica intrínseca de las personas con TDC, ya que la valoración de su valía como personas está tan estrechamente vinculada con la percepción de su apariencia.
El TDC se diagnostica a hombres y mujeres por igual, y desencadenan síntomas (o un verdadero cuadro) de ansiedad social para quienes lo padecen.
Phillips documentó que el 97 por ciento de los pacientes con TDC evitan las actividades sociales normales y ocupacionales. La mayoría son solteros o divorciados. Muchos presentan ideas suicidas o autodestructivas, y suelen invertir varias horas del día en mirarse al espejo, un acto compulsivo que corresponde a lo que se conoce como una práctica ritual desde el punto de vista psiquiátrico.

## Etiología
Este trastorno suele comenzar en la adolescencia e ir disminuyendo con la edad, aunque en ocasiones puede persistir en la edad adulta.
La dismorfofobia es mucho más común entre jóvenes de clase alta, con pocos o ningún defecto físico. Influenciados por los medios de comunicación y los altos estándares de belleza actual, empiezan a tener una percepción errónea o exagerada de defectos físicos imperceptibles o imaginarios. Este trastorno afecta a hombres y mujeres por igual.
No hay una sola causa determinante en el desarrollo del trastorno dismórfico corporal. La investigación muestra un número variable de factores que pueden estar involucrados y que pueden ocurrir en combinación. El TDC puede estar asociado con trastornos alimenticios, como el síndrome del comedor compulsivo, la anorexia nerviosa o la bulimia, o puede también relacionarse con la fobia social o trastorno de ansiedad social.
Una reciente investigación mediante visualización de escaneos cerebrales, pone de manifiesto que el cerebro de estas personas es, en principio, estructuralmente normal, pero el problema es que funciona de modo anormal cuando procesa los detalles visuales.

### El trastorno obsesivo-compulsivo y la fobia social
El TDC suele ser comórbido al trastorno obsesivo-compulsivo (TOC), donde el paciente realiza rituales que, literalmente, dominan todas las esferas de su vida. Una predisposición genética o antecedentes familiares para el TOC, puede hacer que las personas sean más susceptibles de desarrollar este trastorno. Otros trastornos de ansiedad como la fobia social o trastorno de ansiedad social también pueden ser concurrentes.

### Psicológicas

#### Burla o crítica
Se ha sugerido que la burla, crítica o humillación sobre la apariencia física podría desempeñar una función importante en el desarrollo del TDC. Aunque es poco probable que las burlas causen por sí mismas dismorfofobia, aun así, los niveles extremos de abuso en la infancia o juventud, acoso y tortura psicológica etiquetados y calificados como «burlas» o «bullying» a veces conduce a un trastorno de estrés postraumático en la persona. Alrededor del 60% de las personas con TDC informan de haber padecido reiterados episodios de humillación en su infancia y juventud.

#### Estilo de crianza de los hijos
Del mismo modo que las burlas, el estilo de crianza puede contribuir a la aparición de TDC; por ejemplo, padres que, o bien ponen excesivo énfasis en la estética, la apariencia o el desprecio en absoluto, puede actuar como un disparador de la predisposición genética.[cita requerida]

#### Otras experiencias de vida
Muchas otras experiencias de vida también pueden actuar como desencadenantes de la dismorfofobia; por ejemplo, el abandono, físico, emocional o sentimental; fracaso en relaciones, resultados académicos o laborales; generan traumas psíquicos que provocan inseguridad y miedo patológico al rechazo.

### Ambiente
Se ha teorizado que los medios de comunicación pueden contribuir a la aparición del TDC, por ejemplo, modelos, actores, cantantes y personajes famosos en general; y la necesidad implícita de la belleza estética a la que va asociada. Sin embargo, el TDC se produce en todas las partes del mundo, incluidas en zonas aisladas donde los medios de comunicación son limitados o casi inexistentes. La presión mediática es un factor causal poco probable para TDC, aunque sí que puede actuar como un catalizador en sujetos que están genéticamente (o psicológicamente) predispuestos; o también podrían empeorar los síntomas de TDC ya existentes.

### Rasgos de personalidad
Los rasgos de personalidad pueden variar mucho de un sujeto a otro, y no tienen por qué darse los mismos rasgos en todos los afectados. Algunos rasgos de personalidad asociados:
- Inseguridad emocional
- Introversión
- Timidez, inhibición
- Necesidad imperiosa de recibir la aprobación de los demás
- Especial sensibilidad al rechazo y la crítica; vulnerabilidad
- Excesiva autoconsciencia
- Obsesividad
- Ansiedad
- Narcisismo
- Hipocondría
- Neuroticismo
- Perfeccionismo
- Autoestima, autoimagen y autoconcepto pobre (altamente dependiente de la valoración de su apariencia física)
- Dificultad para las relaciones interpersonales, déficit en habilidades sociales y asertividad
- Rasgos de personalidad por evitación, personalidad dependiente, personalidad obsesivo-compulsiva. (Clúster C, DSM IV)
- Posiblemente también: rasgos de personalidad limítrofe, narcisista e histriónica (Clúster B, DSM IV).
- Fobia social (trastorno de ansiedad social).[8]

### Factores de riesgo
En publicaciones anteriores se han descrito la existencia de varios factores de riesgo para TDC, a saber:
- Trastorno obsesivo-compulsivo.
- Predisposición genética.
- Rasgos de personalidad tales como perfeccionismo, introversión, timidez y temperamento ansioso.
- Traumas en la infancia causados por constantes burlas, insultos, motes y humillación referido al aspecto físico.
- Bullying o cualquier otra forma de maltrato psicológico.
- Aislamiento y rechazo social.
- Malas relaciones interpersonales.
- Problemas psicológicos o emocionales tempranos.
- Influencias paterno-filiales: padres sobreprotectores o exigentes; maltrato psicológico; abandono; separación; carencias afectivas o emocionales.
- Historia crónica de problemas dermatológicos o estigmas físicos o complejos de la adolescencia (como por ejemplo: el acné), como así también el someterse a cirugías estéticas varias.
- Sensibilidad estética y sobrevaluación de la imagen o apariencia.

### Relación con la cirugía cosmética
En una serie de 50 pacientes, informada previamente por D. Veale el 26% había solicitado tener una o más operaciones cosméticas, aunque no se tienen datos sobre la evolución. Las cirugías repetidas tienden a aumentar la insatisfacción, y algunas de ellas tales como la rinoplastia, tienden a resultar más insatisfactorias. Los estudios revelan que entre un 23 y un 40% se somete a cirugías plásticas y un 12% sigue tratamientos dermatológicos.

## Cuadro clínico
Hay muchos síntomas y comportamientos comunes asociados con la dismorfofobia. Con frecuencia, estos síntomas y comportamientos son determinados por la naturaleza del defecto que se percibe por parte del afectado; por ejemplo, el uso de cosméticos es más común en aquellos que perciben defectos en la piel. Debido a esta dependencia de la percepción, muchas personas que padecen de dismorfofobia, solo mostrarán algunos síntomas y comportamientos comunes.

### Síntomas
Los síntomas comunes incluyen:
- Pensamientos obsesivos acerca de los defectos percibidos.
- Comportamientos obsesivo-compulsivos relacionados con los defectos percibidos.
- Síntomas de trastorno depresivo mayor.
- Ideas y creencias delirantes relacionados con los defectos percibidos.
- Aislamiento social y familiar; trastorno de ansiedad social (TAS) o fobia social; ansiedad interpersonal; retraimiento o aislamiento social autoimpuesto.
- Ideación suicida.
- Ansiedad; posibles ataques de pánico.
- Baja autoestima; pobre autoconcepto y autoimagen.
- Comparaciones obsesivas con los demás.
- Sentimientos de temor y aversión en ambientes sociales pensando e imaginando que otros notan y se burlan de sus defectos percibidos.
- Sentimientos intensos de vergüenza y bochorno.
- Sentimientos de inferioridad e inadecuación.
- Conductas de evitación: evitan salir de casa, relacionarse; o solo salen en momentos puntuales; por ejemplo, por la noche.
- Conductas de dependencia o seguridad: dependen de la compañía de un compañero, amigo o familiar. Esto les disminuye la ansiedad.
- Absentismo laboral, baja productividad, pérdida de empleo; incapacidad para trabajar o incapacidad para centrarse en él debido a la preocupación por su apariencia.
- Disminución del rendimiento académico (problemas para mantener las calificaciones habituales, problemas de asistencia a la universidad o escuela).
- Problemas para iniciar, establecer y mantener relaciones significativas (tanto las relaciones íntimas como las de amistad).
- Problemas matrimoniales o de pareja.
- Abuso de alcohol o drogas (a menudo en un intento de automedicarse).
- Comportamientos repetitivos ritualizados (como la aplicación constante de maquillaje; verificar periódicamente la apariencia en los espejos (conductas de chequeo).
- Percibir que su imagen varía en algo cada vez que se observan en un espejo o superficie reflectante (distorsión de la imagen corporal).
- Perfeccionismo (sometiéndose a cirugía estética y realizar conductas tales como hidratación y ejercicio excesivo con el objetivo de crear un cuerpo ideal pero inalcanzable y reducir así la ansiedad).[8]

### Conductas compulsivas
Conductas compulsivas comunes asociadas con el TDC:
- Comprobaciones compulsivas en espejos, ventanas, puertas o cualquier otra superficie reflectante.
- Contrariamente, incapacidad (o fobia) de mirar su propio reflejo, fotografías y videos de uno mismo. Eliminación de todos los espejos y superficies reflectantes de la casa.
- Intentos de camuflar los defectos: por ejemplo, con camuflaje cosmético, usar ropa holgada, mantenimiento de una postura corporal específica o el uso de sombreros.
- El uso de técnicas de distracción: intentos de desviar la atención del defecto percibido por la persona, por ejemplo, usar ropa extravagante o joyas excesivas.
- Excesivas conductas de aseo: dermatilomanía, peinarse, depilarse las cejas, afeitado, limpieza de cutis, higiene dental, etc.
- Palpaciones compulsivas de la piel, sobre todo para sentir y estimar el defecto percibido.
- Conductas hostiles hacia otros por razones desconocidas, especialmente hacia los de sexo opuesto o del mismo sexo en caso de homosexualidad.
- Buscar seguridad de sus seres queridos (refugio).
- Excesiva y estricta dieta y ejercicio, enfocada a cambiar su apariencia exterior.
- Autolesiones.
- Comparar su apariencia o determinadas partes del cuerpo con la de los demás; obsesión con famosos o modelos a los que el afectado de TDC desea parecerse.
- Búsqueda compulsiva de información: lectura de libros, artículos de periódicos, enciclopedias, revistas y sitios web relacionados con los defectos que percibe; por ejemplo, pérdida de cabello o sobrepeso.
- Obsesión con la cirugía plástica, estética o reparadora; cosmética o procedimientos dermatológicos. Si se someten a estas técnicas, a menudo consiguen resultados poco satisfactorios o en el peor de los casos agravamiento (en la percepción del paciente).
- En casos extremos, los pacientes han intentado realizar una cirugía plástica por sí mismos, incluyendo liposucción y varios implantes con resultados desastrosos.
- Uso excesivo de enemas (si la obesidad es su preocupación).[8]

### Áreas corporales comunes objeto de la obsesión
Las principales obsesiones son con la piel, cara, genitales, arrugas, dientes, pecho, nalgas, cicatrices, asimetría facial, pelo, vello facial, labios, nariz, ojos, cabeza, muslos, piernas, abdomen, orejas, barbilla, etc. Los hombres se preocupan generalmente de los genitales, mientras que las mujeres suelen preocuparse más con su cara, pelo y pecho. Personas allegadas al afectado no estarán de acuerdo con el defecto percibido y será motivo de discusión constante. El defecto sin embargo existe en los ojos del que sufre de TDC y no entiende que los demás no puedan ver el defecto que percibe. A pesar de que sus teóricos defectos sean refutados por los demás, dará validez únicamente a lo que el mismo percibe.
En la investigación llevada a cabo por el Dr. Katharine Philips, con la participación de más de 500 pacientes, se porcentualizó las áreas corporales objeto de la preocupación, más comunes:
- Piel (73%)
- Cabello (56%)
- Peso (55%)
- Nariz (37%)
- Dedos del pie (36%)
- Abdomen (22%)
- Senos/pecho/pezones (21%)
- Ojos (20%)
- Muslos (20%)
- Dientes (20%)
- Piernas (general) (18%)
- Estructura corporal/estructura ósea (16%)
- Rasgos faciales (en general) (14%)
- Cara tamaño/forma (12%)
- Labios (12%)
- Glúteos (12%)
- Barbilla (11%)
- Cejas (11%)
- Caderas (11%)
- Orejas (9%)
- Brazos/muñecas (9%)
- Cintura (9%)
- Genitales (8%)
- Mejillas/pómulos (8%)
- Pantorrilla (8%)
- Altura (7%)
- Cabeza (tamaño o forma) (6%)
- Frente (6%)
- Pies (6%)
- Manos (6%)
- Boca (6%)
- Mandíbula (6%)
- Espalda (6%)
- Dedos (5%)
- Cuello (5%)
- Hombros (3%)
- Rodillas (3%)
- Tobillos (2%)
- Músculos faciales (1%)

Las personas con TDC a menudo tienen más de un área corporal motivo de preocupación.

## Diagnóstico
Criterios para el diagnóstico de F45.2 Trastorno dismórfico corporal (300.7) (DSM-IV):
- A. Preocupación por algún defecto imaginado del aspecto físico. Cuando hay leves anomalías físicas, la preocupación del individuo es excesiva.
- B. La preocupación provoca malestar clínicamente significativo o deterioro social, laboral o de otras áreas importantes de la actividad del individuo.
- C. La preocupación no se explica mejor por la presencia de otro trastorno mental (p. ej., insatisfacción con el tamaño y la silueta corporales en la anorexia nerviosa).[14][15]

En la mayoría de los casos el TDC está subdiagnosticado. En un estudio de 17 pacientes con TDC, el trastorno solo se observó en 5 registros, y ninguno de los pacientes recibieron un diagnóstico oficial de TDC. Esta carencia de diagnósticos se debe a la reciente inclusión de la enfermedad en el DSM-IV; por lo tanto, el conocimiento clínico de la enfermedad, especialmente entre los médicos generales, no está muy extendido.
Pueden a menudo presentar conductas de vergüenza y secretismo, por lo tanto los pacientes evaden hablar o revelar sus inquietudes sobre su aspecto físico 
por temor a parecer superficiales o banales ante médicos o familia.
La dismorfofobia está a menudo mal diagnosticada porque sus síntomas pueden solaparse a los criterios del trastorno depresivo, trastornos de ansiedad, o fobia social; y así la causa de cada uno de los problemas permanecen sin resolver.
Muchos individuos con TDC no poseen conocimientos o comprensión de su enfermedad, y consideran su problema de naturaleza estética en vez de psicológica, por lo tanto, las personas que sufren de dismorfofobia buscan tratamiento en profesionales especialistas en medicina y cirugía cosmética, en lugar de tratamiento psicológico o psiquiátrico.
El CIE-10 incluye el TDC dentro de los trastornos hipocondríacos, sin hacer diferencia de las preocupaciones físicas de las estéticas.

## Comorbilidad
Se observa comorbilidad frecuente en el TDC, especialmente para la depresión, la fobia social, trastorno de personalidad por evitación, dependiente y limítrofe; y el trastorno obsesivo-compulsivo (TOC); todos ellos relacionados con el perfil común de los afectados por TDC: sujetos tímidos, introvertidos y con elevado neuroticismo.
Algunas investigaciones indican que alrededor del 76% de las personas con TDC experimentarán un trastorno depresivo mayor en algún momento de sus vidas, significativamente más alto que el 10-20% esperado en la población general. Casi el 36% de las personas con TDC también producirá agorafobia y en torno a un 32% se verán afectados por el trastorno obsesivo-compulsivo. El TDC estaría englobado dentro del llamado espectro obsesivo-compulsivo.

### Comorbilidad asociada
- Trastorno obsesivo-compulsivo.
- Trastornos alimentarios: anorexia nerviosa, bulimia, ortorexia, vigorexia (dismorfia muscular).
- Trastornos de personalidad.
- Depresión.
- Trastorno de ansiedad social (fobia social).
- Hipocondría.
- Agorafobia.
- Tricotilomanía.
- Dermatilomanía.
- Síndrome de referencia olfativo.

## Tratamiento
El tratamiento psiquiátrico para estos pacientes es difícil, pero con terapia o medicación, incluso los que inicialmente no aceptan que el problema está en su mente y no en su cuerpo, se pueden recuperar.
El estudio de la UCSD incluye exploraciones con PET y MRI para hacer mediciones de estructuras y procesos cerebrales, junto con pruebas neuropsicológicas de memoria, aprendizaje, atención, toma de decisiones, y habilidades visuales-espaciales.

### Terapia cognitivo-conductual
Los estudios han evidenciado que la terapia cognitivo-conductual (TCC) ha demostrado ser eficaz. En un estudio de 54 pacientes con TDC que fueron asignados al azar a dos grupos, uno siguiendo el modelo de terapia cognitivo-conductual, y otro sin tratamiento, los síntomas del TDC se redujeron significativamente en los pacientes sometidos a la TCC. El TDC fue eliminado en el 82% de los casos después del tratamiento y en el 77% durante el seguimiento posterior.
El compromiso y la ayuda a los pacientes para desarrollar una buena comprensión psicológica de los factores que mantienen el TDC debe ser esenciales en ella. Esto luego lleva a experiencias de comportamiento o tareas graduales de exposición o actividades sin los comportamientos seguros (conductas de seguridad).
Puede requerir la redescripción de las imágenes de los traumas pasados y reestructuración cognitiva para la obtención de valores idealizados acerca de la importancia de su propia apariencia.
Asimismo como es común con los trastornos crónicos los pacientes encuentran mucha ayuda al concurrir a grupos de apoyo.

### Farmacoterapia
La neurobiología y el papel de la serotonina en el TDC son especulativos, y existen informes de casos de empeoramiento del trastorno con inhibidores de la recaptación de serotonina.
Sin embargo, otros plantean que, como en el TOC, los tratamientos farmacológicos más eficaces para el TDC son dosis altas de inhibidores de la recaptación de serotonina (IRS / ISRS). El tema de la medicación puede enfocarse afirmando «Esta medicina le ayudará a superar el estrés y desmoralización que le produce su aspecto».
Los IRS más eficaces son:
- clomipramina[22]
- fluoxetina[23]
- fluvoxamina[24]

Y, posiblemente, otros fármacos ISRS como la paroxetina, sertralina y citalopram.
Un enfoque combinado de terapia cognitivo-conductual (TCC) y antidepresivos es más eficaz que si se emplean por separado.